# Bandidos (película de 1991)
Bandidos es una película mexicana y española dirigida por Luis Estrada en 1991.

## Historia
Luis Estrada fundó en 1983, junto a Alfonso Cuarón y Emmanuel Lubezki, la casa productora Bandidos Films. El nombre le fue dado por la predilección del género wéstern de las tres personalidades de la nueva empresa. Bandidos fue el segundo largometraje de Luis Estrada tras El camino largo a Tijuana, repitiendo en colaboración como en su ópera prima, Emmanuel Lubezki en la fotografía y Santiago Ojeda en la música. Estrada prosiguió su predilección por el género wéstern, al igual que en El camino largo a Tijuana, ambientando la trama de Bandidos en el México revolucionario haciendo una película de acción y aventuras protagonizada por niños. Como en este filme, Estrada recurrirá frecuentemente a los símbolos e imágenes del México de la revolución en sus siguientes obras y a la reconstrucción de diversos ambientes históricos.

## Sinopsis
Es 1913, México vive una Revolución. Al escapar sin permiso de un internado, Luis (Eduardo Toussaint) logra salvarse del ataque de un grupo de bandidos liderado por El Tuco (Daniel Giménez Cacho) en donde nadie sobrevive. Luis vuelve y se esconde en el internado ya destruido, a donde llega a hacer rapiña una banda de niños delincuentes liderada por Miguel (Jorge Poza) y sus seguidores Martín (Alan Gutiérrez) y Pablo (Sebastián Hiriart). Al no tener a nadie y vivir lejos del internado, Luis decide integrarse a la banda y vengar a sus compañeros muertos en tanto Miguel vive con el deseo de vengar a su madre, asesinada por El Tuco. Los robos y asaltos de los niños bandidos desatan la persecución del Ejército Mexicano.

## Reparto
- Eduardo Toussaint - Luis
- Jorge Poza - Miguel
- Alan Gutiérrez - Martín
- Sebastián Hiriart - Pablo
- Pedro Armendáriz Jr. - Cura
- Daniel Giménez Cacho - El Tuco
- Damián Alcázar - Mexicano
- Pedro Altamirano- Sapo
- Jorge Russek - Gordo
- Ernesto Yáñez - Orejas
- Bruno Rey - Periodista
- Gabriela Roel - Guapa
- Jorge Zepeda - Cerdo
- Julian Bucio - Tuerto
- Felipe Cazals - General
- Eduardo Palomo - Jinete
- Patricia Pereyra - La joven
- Darío T. Pie - El joven
- Max Kerlow - Sacerdote
- Sebastián Hoffman - Huérfano
- Julián Pastor - Militar
- Alejandro Reyes - Soldado
- Claudette Maillé - Secuestrada 1

## Producción
La dirección y la producción general fueron de Luis Estrada, asistido por Salvador Aguirre, Jaime Sampietro y Álvaro Zavaleta como segundo asistente y Valentina Leduc en el script. El guion fue de Luis Estrada y Jaime Sampietro. El montaje fue de Luis Estrada y Juan Carlos Martín. La fotografía de Emmanuel Lubezki —siendo su segundo filme como director fotográfico—, la música de Santiago Ojeda y el sonido de Salvador de la Fuente. La producción ejecutiva fue de Emilia Arau. El diseño de producción y arte fue de Brigitte Broch, el vestuario de María Estela Fernández, el maquillaje de Rosi Duprat, Angelina Méndez, la supervisión de maquillaje de Guillermo del Toro y Rigoberto Mora —con su productora Necropia—. Los efectos especiales fueron de Alejandro Vázquez, Ignacio Flores y José Luis Capilla.
La película fue una coproducción entre México y España. Las entidades productoras fueron Bandidos Films (Emmanuel Lubezki, Jaime Sampietro, Salvador de la Fuente), Alnic Filmadora (Pedro Armendáriz Jr.) el Instituto Mexicano de Cinematografía (Ignacio Durán, Miguel Necochea), el Centro de Capacitación Cinematográfica (Gustavo Montiel) los Estudios Churubusco (Marco Julio Linares) y RTVE. Sandra Solares hizo las locaciones y Rafael Cuervo como gerente de producción y Rossana Arau en la coordinación. El casting fue de Claudia Becker.
Las locaciones se realizaron en los estados de Hidalgo, el Estado de México y en la alcaldía Tlalpan de la Ciudad de México.